# Wallbach (Odenwald)

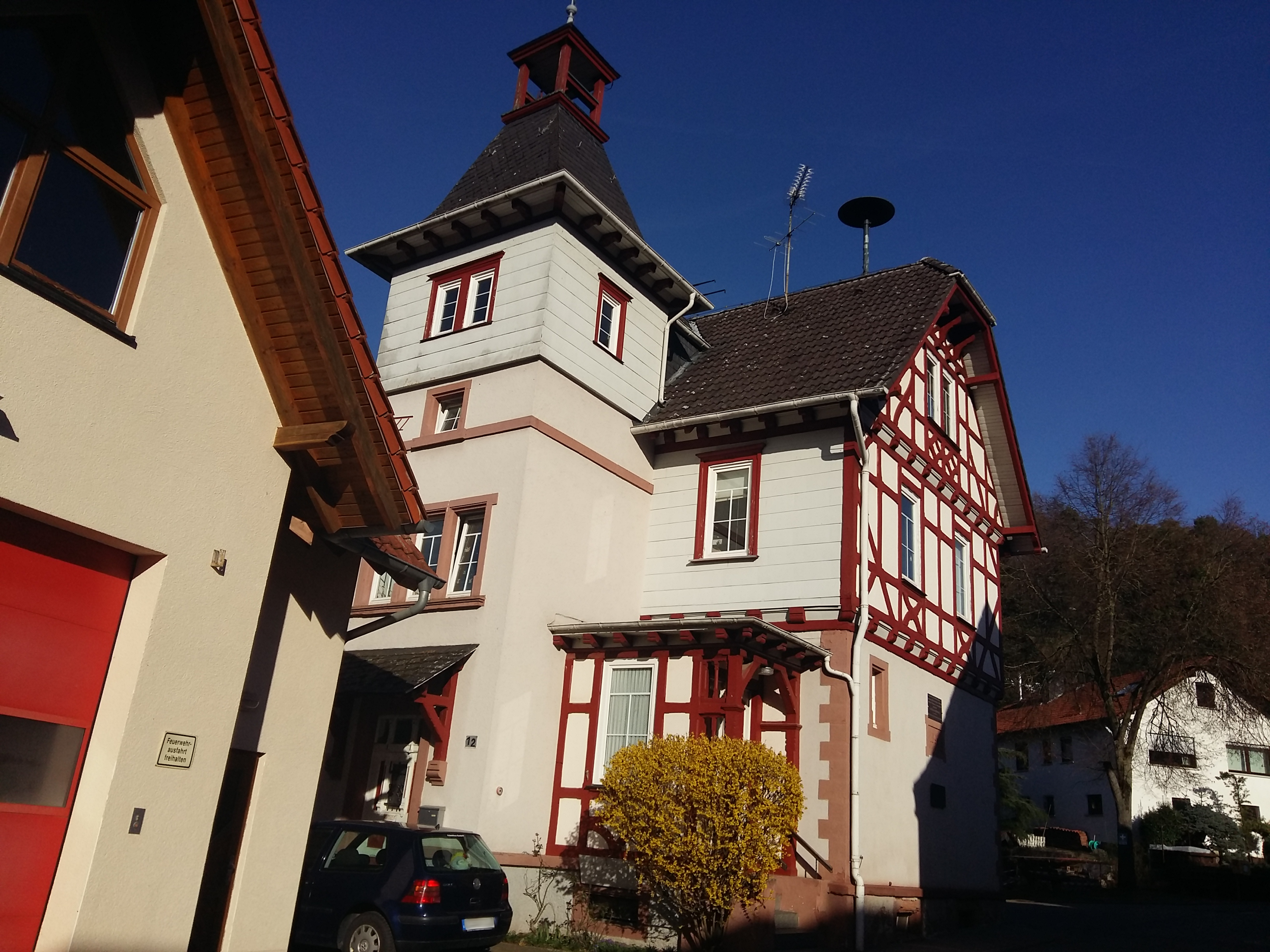
Ehemalige Schule und Rathaus (2019)

Wallbach (odenwälderisch Wallwisch), vor der Gebietsreform in Hessen postalisch Wallbach (Odenwald), ist ein Ortsteil der Gemeinde Brensbach im südhessischen Odenwaldkreis.

## Geographie
Wallbach liegt im Norden des Odenwalds am Oberlauf des Brensbachs, der, von der nahen Wasserscheide der Mümling kommend, nach Nordwesten in der Ortslage von Brensbach der Gersprenz zufließt. Der höchste Punkt der Gemarkung erreicht auf der Wasserscheide an der Hohen Straße 376 Meter. Wallbach gehört geologisch zum kristallinen Vorderen Odenwald.
Wallbach liegt in der Region Starkenburg und im Geo-Naturpark Bergstraße-Odenwald.

## Geschichte

### Ortsgeschichte
Das Bestehen des Ortes ist unter dem Namen Walbach seit 1426 urkundlich bezeugt. Wallbach gehörte zum Zentgericht und zum Kirchspiel von Kirchbrombach als Teil der Herrschaft Breuberg. 1806 kam der Ort mit der Grafschaft Erbach an das Großherzogtum Hessen. Nach Auflösung der alten Amtsstruktur 1822 fiel der Ort in den Zuständigkeitsbereich des Landgerichts Höchst, nach der Reichsjustizreform von 1877 ab 1879 in den des Amtsgerichts Höchst im Odenwald.
Im Zuge der Gebietsreform in Hessen wurde Wallbach am 1. August 1972 durch Landesgesetz zeitgleich mit den Gemeinden Nieder-Kainsbach, Höllerbach, und Wersau in die Gemeinde Brensbach eingegliedert.
Für Wallbach sowie für die übrigen im Zuge der Gebietsreform nach Brensbach  eingegliederten Gemeinden wurden Ortsbezirke mit Ortsbeirat und Ortsvorsteher nach der Hessischen Gemeindeordnung gebildet.

### Einwohnerentwicklung
- 1961: 148 evangelische (= 89,70 %), 15 katholische (= 9,09 %) Einwohner[1]

| Wallbach: Einwohnerzahlen von 1829 bis 2024 | Wallbach: Einwohnerzahlen von 1829 bis 2024 | Wallbach: Einwohnerzahlen von 1829 bis 2024 | Wallbach: Einwohnerzahlen von 1829 bis 2024 | Wallbach: Einwohnerzahlen von 1829 bis 2024 |
| --- | ------------------------------------------- | ------------------------------------------- | ------------------------------------------- | ------------------------------------------- |
| Jahr |                                             |                                             |                                             | Einwohner                                   |
| 1829 | 1829                                        |                                             | 220                                         | 220                                         |
| 1834 | 1834                                        |                                             | 244                                         | 244                                         |
| 1840 | 1840                                        |                                             | 246                                         | 246                                         |
| 1846 | 1846                                        |                                             | 262                                         | 262                                         |
| 1852 | 1852                                        |                                             | 256                                         | 256                                         |
| 1858 | 1858                                        |                                             | 228                                         | 228                                         |
| 1864 | 1864                                        |                                             | 235                                         | 235                                         |
| 1871 | 1871                                        |                                             | 214                                         | 214                                         |
| 1875 | 1875                                        |                                             | 213                                         | 213                                         |
| 1885 | 1885                                        |                                             | 203                                         | 203                                         |
| 1895 | 1895                                        |                                             | 195                                         | 195                                         |
| 1905 | 1905                                        |                                             | 194                                         | 194                                         |
| 1910 | 1910                                        |                                             | 198                                         | 198                                         |
| 1925 | 1925                                        |                                             | 205                                         | 205                                         |
| 1939 | 1939                                        |                                             | 172                                         | 172                                         |
| 1946 | 1946                                        |                                             | 233                                         | 233                                         |
| 1950 | 1950                                        |                                             | 229                                         | 229                                         |
| 1956 | 1956                                        |                                             | 181                                         | 181                                         |
| 1961 | 1961                                        |                                             | 165                                         | 165                                         |
| 1967 | 1967                                        |                                             | 185                                         | 185                                         |
| 1970 | 1970                                        |                                             | 178                                         | 178                                         |
| 1980 | 1980                                        |                                             | ?                                           | ?                                           |
| 1990 | 1990                                        |                                             | ?                                           | ?                                           |
| 2000 | 2000                                        |                                             | ?                                           | ?                                           |
| 2011 | 2011                                        |                                             | 303                                         | 303                                         |
| 2015 | 2015                                        |                                             | 301                                         | 301                                         |
| 2020 | 2020                                        |                                             | 300                                         | 300                                         |
| 2024 | 2024                                        |                                             | 281                                         | 281                                         |
| Datenquelle: Historisches Gemeindeverzeichnis für Hessen: Die Bevölkerung der Gemeinden 1834 bis 1967. Wiesbaden: Hessisches Statistisches Landesamt, 1968. Weitere Quellen: ; nach 1970 Gemeinde Brensbach; Zensus 2011 |                                             |                                             |                                             |                                             |

## Kultur und Sehenswürdigkeiten

### Bauwerke
Die ehemalige Schule und Rathaus in Wallbach wurde 1899 in ortsbestimmender Lage in dörflich-historisierendem Stil erbaut, mit Anleihen aus der städtischen Villenarchitektur. Dieser  pittoreske Bau wurde von der nach Cleveland (USA) ausgewanderten Familie Gehring gestiftet und steht ebenso wie drei andere Anwesen des Dorfes unter Denkmalschutz.

### Natur und Schutzgebiete

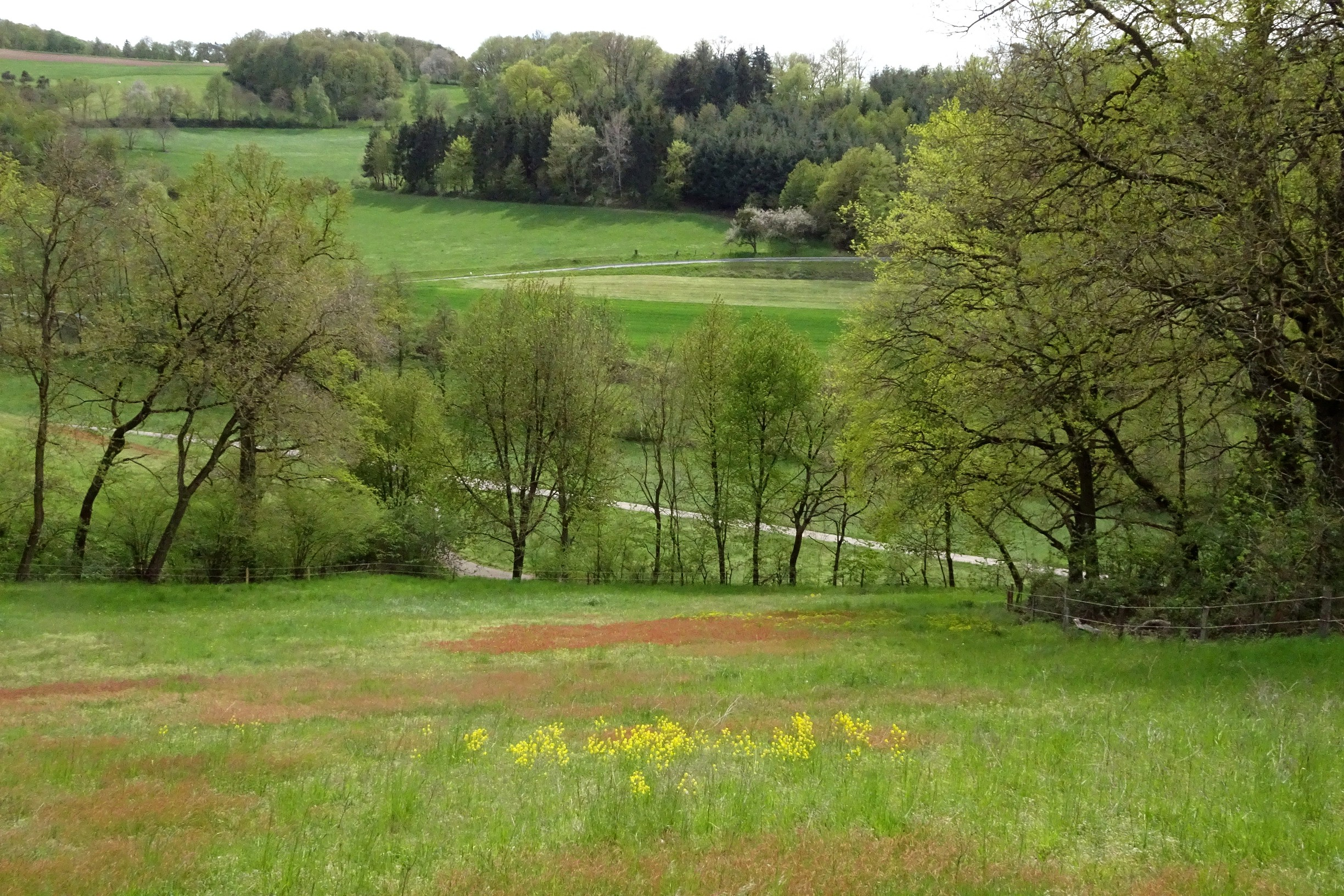
Brensbachtal, Teil des Natura2000-Gebietes „Grünlandbereiche östlich von Brensbach“ (2021)

Zur Gemarkung zählt eine Teilfläche des Natura2000-Gebietes „Grünlandbereiche östlich von Brensbach“ (FFH-Gebiet 6219-301).

## Verkehr
Von dem Kernort Brensbach aus führt die Kreisstraße K 82 in östlicher Richtung nach Wallbach und endet hier. Von der K 82 zweigt unterwegs die K 88 in Richtung Böllstein und Kirchbrombach ab. Über den Kernort ist Wallbach an die Bundesstraße 38 angeschlossen.